# Андрієвський (Тюльганський район)
Андрі́євський (рос. Андреевский) — хутір у складі Тюльганського району Оренбурзької області, Росія.

## Населення
Населення — 19 осіб (2010; 46 у 2002).
Національний склад (станом на 2002 рік):
- росіяни — 67 %